# Geoffrey Arthur Williamson
Geoffrey Arthur Williamson (* 21. Mai 1895; † 1982 in Redbridge) war ein britischer Altphilologe.
Von 1922 bis 1960 war er Senior Master of Classics an der Norwich School.
Er machte sich um die Erforschung von Werk und Leben des antiken jüdischen Schriftstellers Flavius Josephus verdient.
Er übersetzte auch die Geheimgeschichte des Prokopios von Caesarea ins Englische.

## Schriften (Auswahl)
- The world of Josephus. London 1964, OCLC 928063.
- als Herausgeber: Foxe’s Book of Martyrs. London 1965, OCLC 752975246.
- als Herausgeber: Flavius Josephus: The Jewish war. Harmondsworth 1986, ISBN 0-14-044420-3.
- als Herausgeber: Poems of Catullus. Bristol 1986, ISBN 0-86292-211-9.
- als Herausgeber mit Andrew Louth: Eusebius: The history of the church from Christ to Constantine. London 1989, ISBN 0-14-044535-8.
- als Herausgeber: Joesphus: The fall of Jerusalem. London 2006, ISBN 0-141-02636-7.
- als Herausgeber mit Peter Sarris: Procopius: The Secret History, 1966, Penguin Books, London 2007. ISBN 0-14045528-0